# Episphenus moorei
Episphenus moorei es una especie de coleóptero de la familia Passalidae.

## Distribución geográfica
Habita en Sri Lanka.